# Gashaw Asfaw
Gashaw Asfaw (26 de setembro de 1978) é um atleta etíope, vencedor da Maratona de Dubai de 2004 e da Maratona de Paris de 2006.